# Пещера Геофизическая (Алтайский край)
Геофизическая пещера — пещера в Алтайском крае России. Местоположение: Семинский хребет, Камышлинский карстовый участок, так называемое Метлёвское плато. Глубина — 127 метров, общая протяжённость — 600 метров. Категория сложности — 2A.
Открыта в 1971 году сотрудниками Алтайской геофизической экспедиции. Первая пещера на Алтае глубже 100 м, до открытия Алтайской пещеры в 1978 году была глубочайшей известной пещерой Алтая.